# Слава (город)
Слава (пол. Sława, в 1937—1945 — Шлезиерзее (нем. Schlesiersee)) — город в Польше, входит в Любушское воеводство, Всховский повет. Занимает площадь 14,31 км². Население — 3960 человек (2004).

## История
Область была частью Польши после создания государства в X веке. Позже, в результате раздробленности Польши, она была частью польского Глогувского княжества под управлением Пястов до 1468 года. Город впервые упоминается в документе 1312 года.
В 1871—1945 годах город был частью Германии и был переименован в Шлезирзее (нем. Schlesiersee) в 1937 году во время нацистской кампании по удалению топонимов польского происхождения. Первоначальное польское название Слава было восстановлено по итогам Второй мировой войны, когда город снова стал частью Польши.

## Галерея

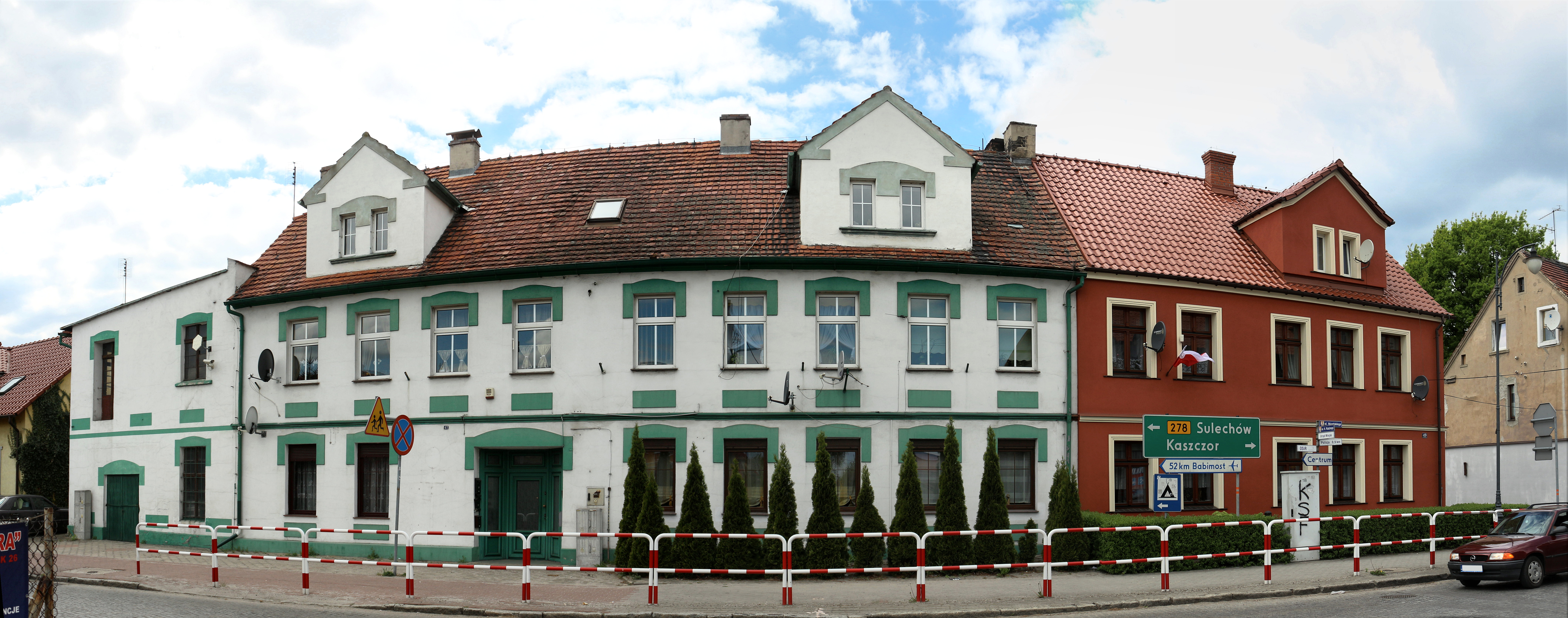
Панорама
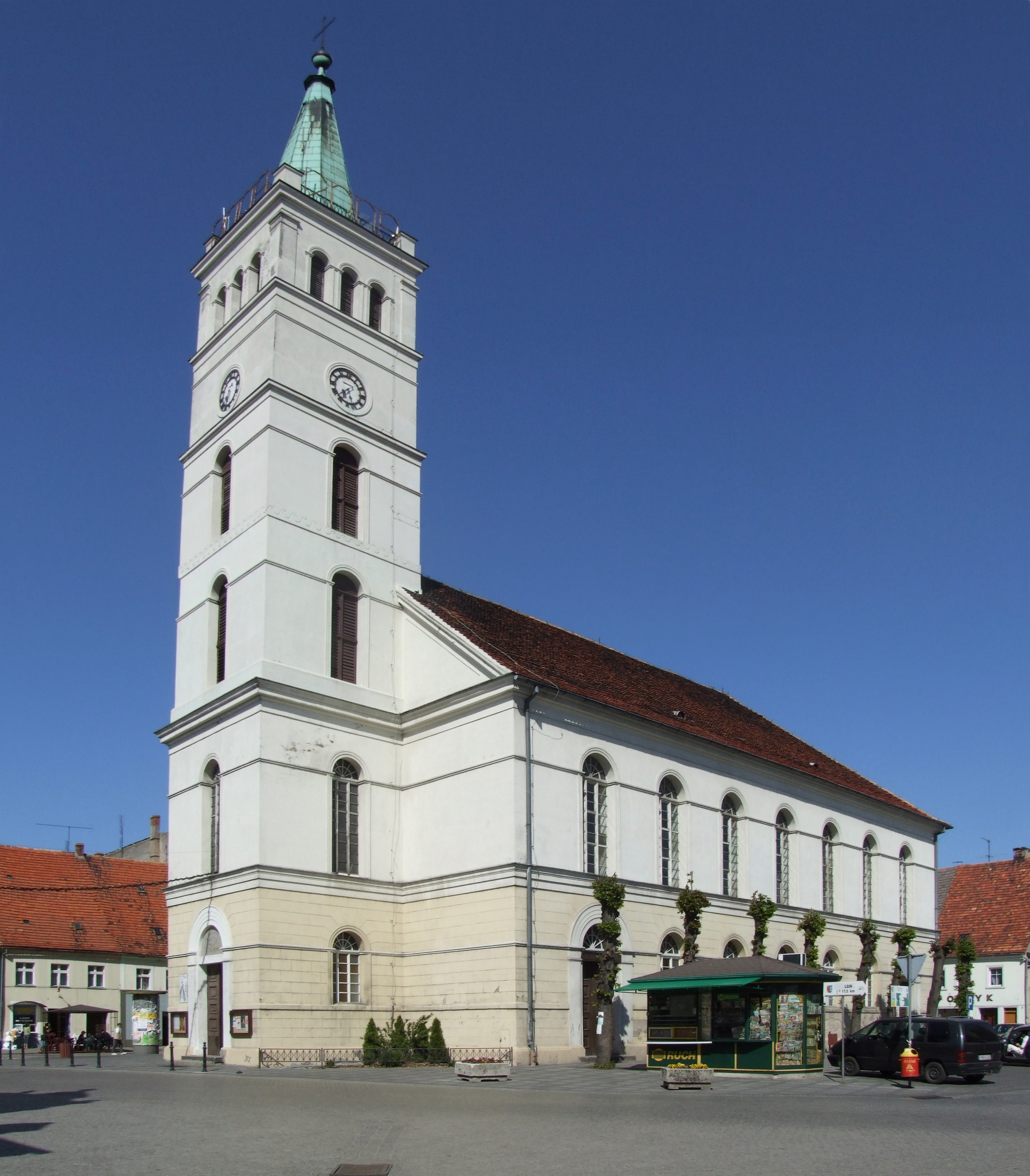
Церковь
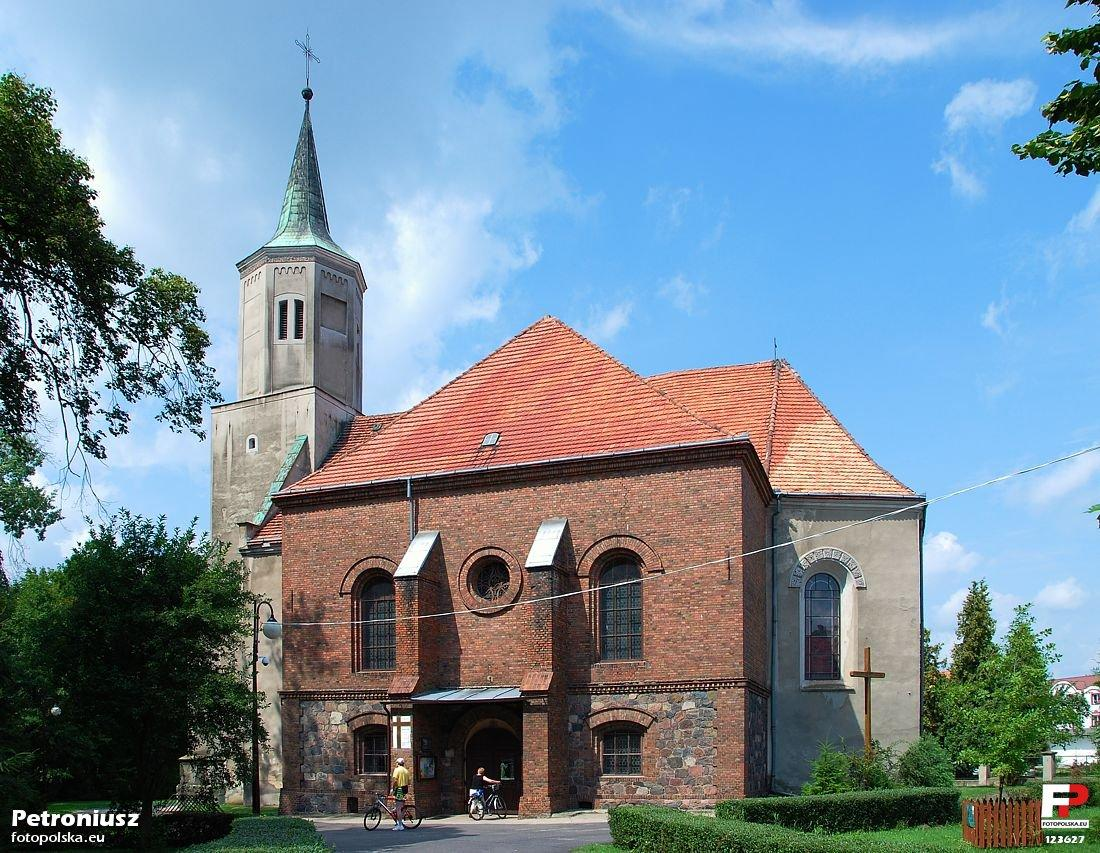
Церковь Арх. Михаила
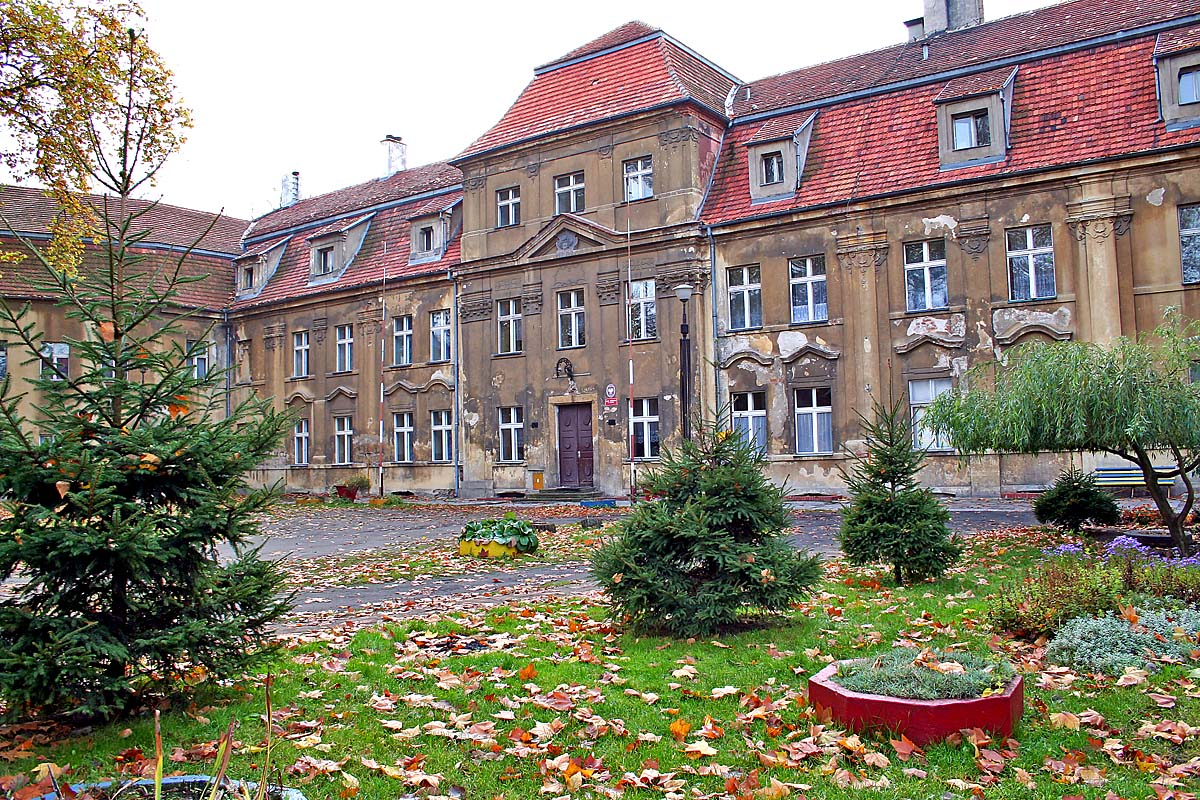
Дворец
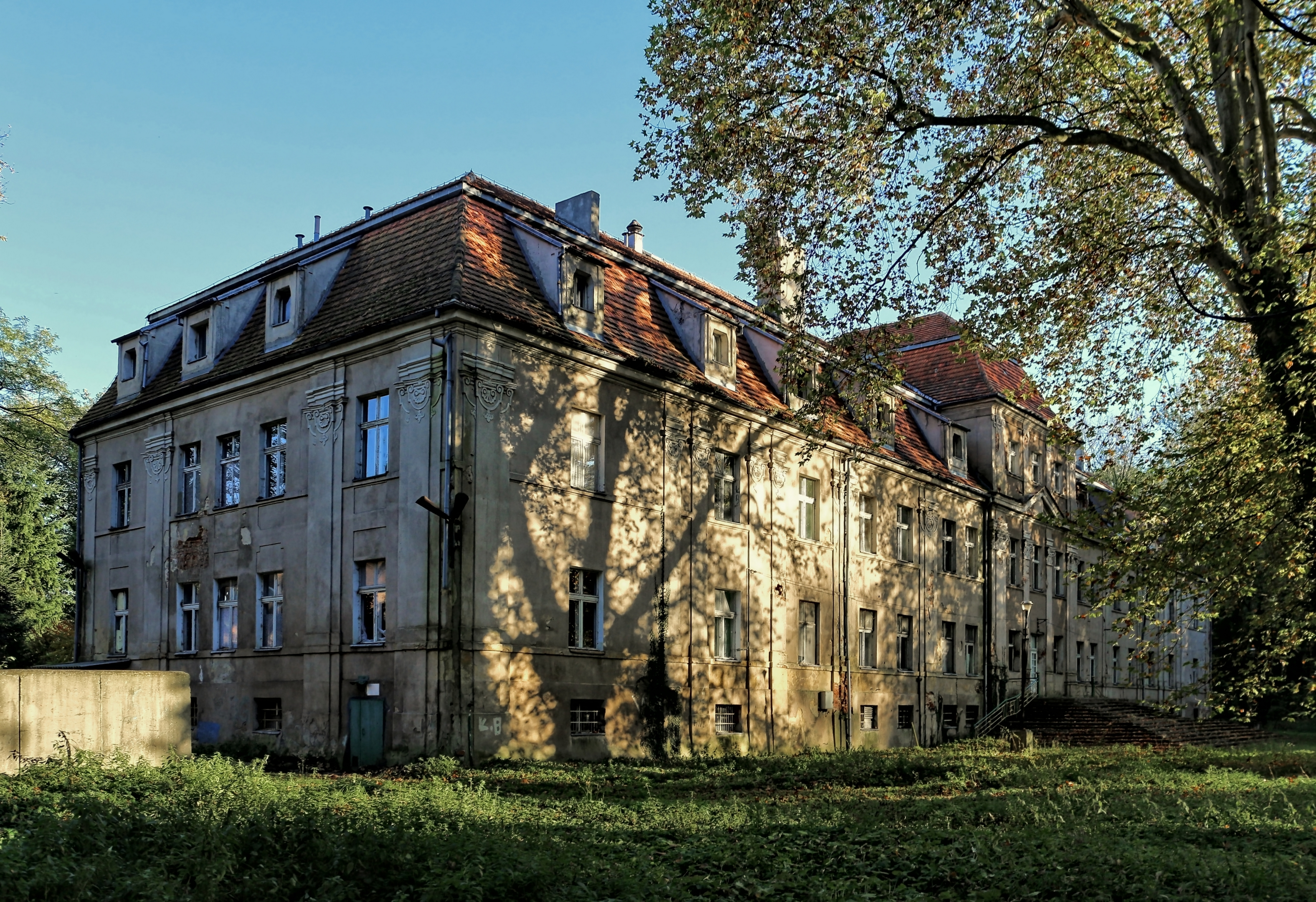
Дворец
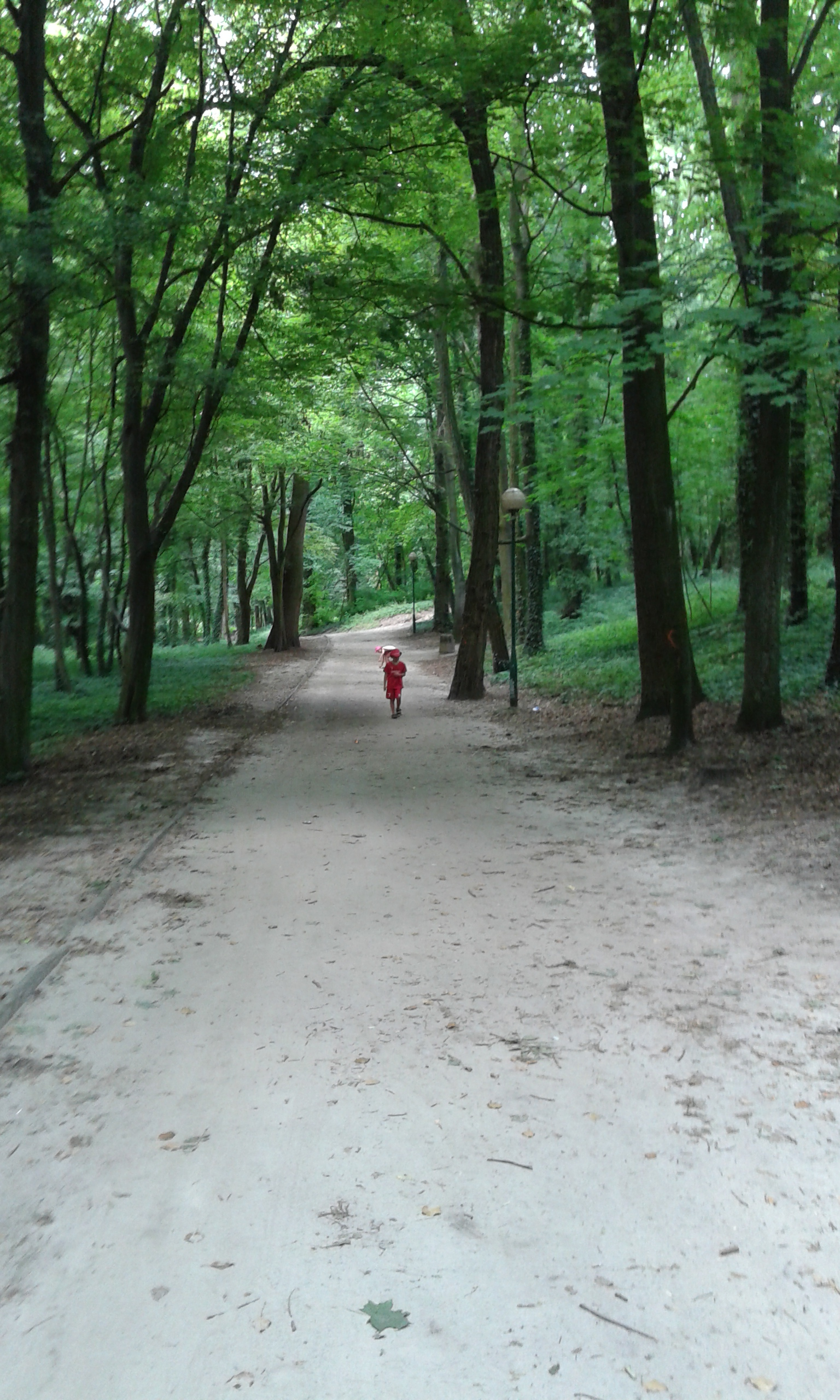
Аллея в парке
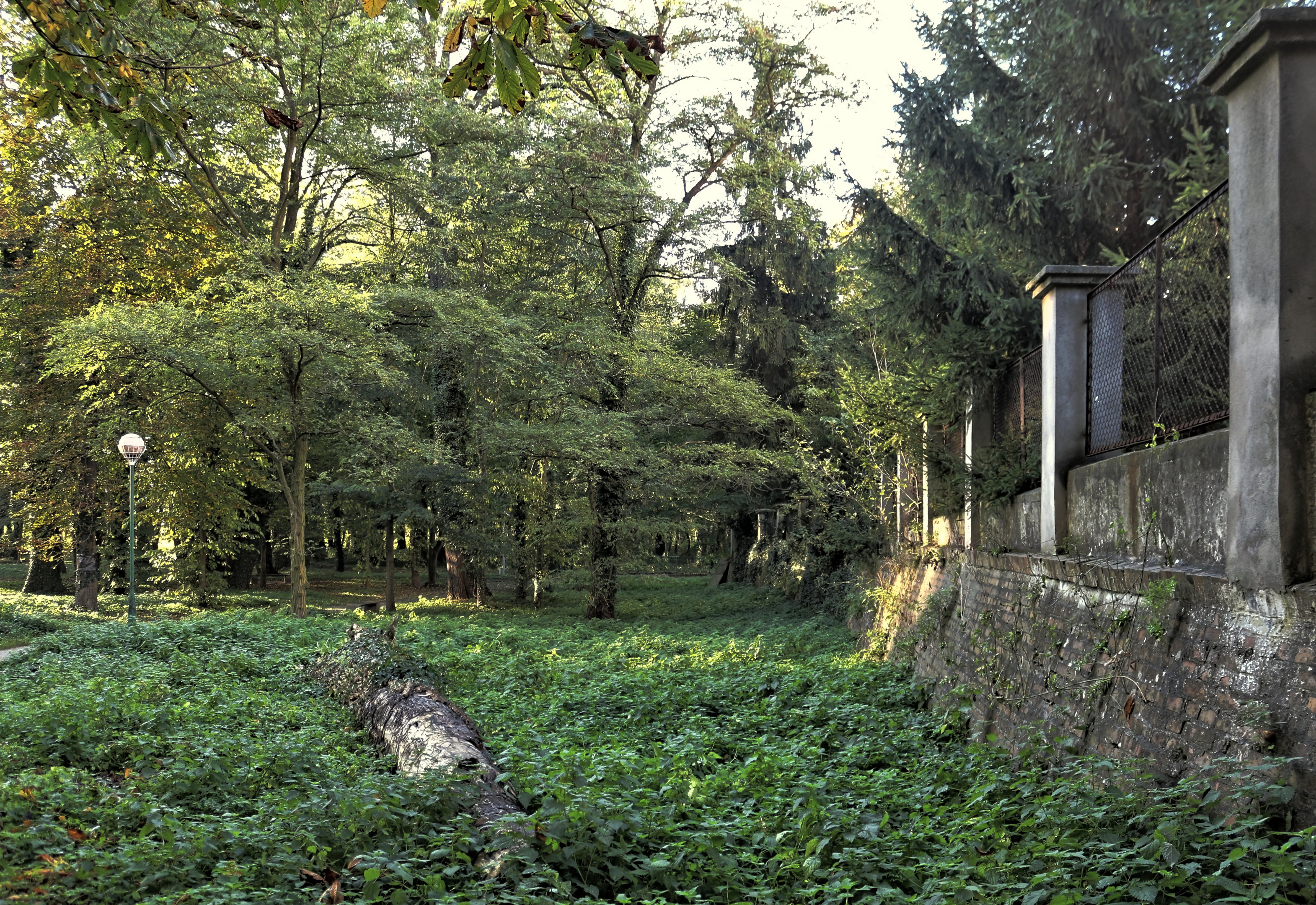
Парк